# Love (band)
Love was een Amerikaanse psychedelische rockband, die vooral actief was in de tweede helft van de jaren 60. De belangrijkste leden waren zanger Arthur Lee en gitarist Bryan MacLean. Vooral het derde album van de band, Forever changes (1967), wordt beschouwd als een klassieker.

## Geschiedenis
Lee richtte Love, aanvankelijk The Grass Roots geheten, begin 1965 op. Hij werd daarbij geïnspireerd door The Byrds, die hij kort daarvoor in een concert had gezien. Gitarist MacLean was roadie geweest bij The Byrds. De groep, op dat moment nog met bassist Johnny Fleckenstein en drummer Don Conka, woonde gezamenlijk in een huis in Los Angeles dat ooit had toebehoord aan acteur Béla Lugosi. Love was de eerste band met een interraciale samenstelling.
Met de single My Little Red Book scoorde Love meteen een klein hitje. De muziek werd gekenmerkt door folk- en R&B-invloeden, waarbij de idealistische en poëtische teksten opvielen. Lee was gezegend met een unieke, buitengewoon krachtige stem die zowel soulvol als angstaanjagend kon klinken. Op het tweede album Da Capo zijn jazz en klassieke invloeden te herkennen. Het nummer Revelation zou een inspiratiebron zijn geweest voor The Rolling Stones die op dat moment het album Aftermath aan het opnemen waren. In 1967 leed de band aan persoonlijke tegenstellingen, maar wist zich tijdens de opnamen van het derde album Forever changes nog één keer tot een eenheid te smeden. Eind 1967 kwam het album uit, dat dankzij de unieke sound door critici en liefhebbers wordt beschouwd als een meesterwerk, de Amerikaanse tegenhanger van Sgt. Pepper's Lonely Hearts Club Band van The Beatles. Het album blinkt vooral uit door zijn arrangementen en songstructuren. Het door MacLean geschreven openingsnummer Alone Again Or werd ook op single uitgebracht en was een succes voor de groep, overigens meer in Europa dan in de VS, waar het niet verder kwam dan nummer 123 in de Billboard Hot 100.
Na 1967 viel de band uit elkaar. Van de oorspronkelijke line-up bleef alleen Lee over, die met verschillende sessiemuzikanten nog een aantal albums op zou nemen. Eind jaren 70 hield Love op te bestaan. Vanaf 2002 toerden Lee en leadgitarist Johnny Echols onder de naam Love with Arthur Lee, waarbij ze putten uit het oude werk van Love. In augustus 2005 kwam het tot een breuk tussen Lee en Echols. Deze laatste ging vervolgens verder als The Love Band, een naam die betwist werd door Lee die van mening was dat Love zonder Lee geen Love kon zijn. Op 3 augustus 2006 overleed Arthur Lee aan acute myeloïde leukemie.

## Bandleden
- Arthur Lee (1945-2006)
- Bryan MacLean (1947-1998)
- Johnny Echols
- Ken Forssi (1943-1998)
- Michael Stuart

## Discografie
- Love (1966)
- Da Capo (1967)
- Forever changes (1967)
- Four Sail (1969)
- Out Here (2) (1969)
- False Start (1970)
- Reel to Real (1974)
- Studio/live (1982)
- Black Beauty (2012)
- Taitei (single) (2018)